# Diego de Acedo
Diego de Acedo fue un enano de corte y funcionario de Felipe IV, más conocido por aparecer retratado por Velázquez en el cuadro El bufón don Diego de Acedo, el Primo. Estuvo en la corte entre 1635 y 1660.
Aunque en el cuadro se le nombra como bufón, parece que su papel era más bien el de funcionario, encargado de oficina y de la estampa con la firma del rey. Fue herido en la cara por un arcabuz en verano de 1642 mientras viajaba de ayuda del Conde-duque de Olivares.
A pesar de su corta estatura y sus defectos físicos, tenía fama de mujeriego y se cree que pudo estar relacionado con el asesinato de doña Luisa de Encinillas, esposa del aposentador real don Marcos de Encinillas, el cual la habría matado por celos tras descubrir que esta le era infiel con Acedo.
El cuadro de Velázquez fue pintado alrededor de 1644.
Acerca del apodo el Primo se ha pensado que pudiera serlo del propio Velázquez, por suponerle hermano de cierta Lorenza Acedo y Velázquez, supuesta prima del pintor, o del aposentador Nieto Velázquez, de donde insinúa Julián Gállego que el sobrenombre pudiera tener intenciones satíricas, dirigidas contra el propio Velázquez, por sus manías de nobleza, en tanto Javier Portús cree que podría referirse al modo como el rey se dirigía a los grandes, satirizando así al enano que aparecía en el retrato con la cabeza cubierta, privilegio de la nobleza.
Con gran fama de conquistador, y no en ámbito de territorios, sino amorosos. Fue amante de Micaela, esposa del guardajoyas y aponsentador real Marcos de Encinilla. El cual en un arrebato de celos, harto de los desvaneos de su fogosa esposa con minúsculo personaje, la degolló. 

## Ficción
Es uno de los protagonistas del libro Un novelista en el Museo del Prado de Mujica Lainez y de la novela histórica Enano y Bastardo: Un bufón en la corte de Felípe IV de Rafael Téllez Romero.